# Вайсія спірна
Вайсія спірна (Weissia controversa) — вид мохів порядку потіальних (Pottiales).

## Поширення
Батьківщиною є Європа, Африка, Північна Америка, Південна Америка, Азія, Нова Зеландія.
Населяє бур'ян, ґрунт, скелі, порушені ділянки, узбіччя доріг, поля, кислотні чи вапняні субстрати.

## Характеристика
Листки від коротко- до довго-ланцетних, основа слабо диференційована до яйцеподібної, дистальні краї пластинок сильно і зазвичай, але не завжди різко загнуті або загорнуті, верхівка від плоскої до жолобчастої, гостра. Коробочкові ніжки подовжені, 0.3–0.8 см. Коробочка від довгояйцюватої до циліндричної. Коробочки дозрівають протягом року в залежності від ареалу флори.